# 受胎告知の聖母 (ドルチ)
『受胎告知の聖母』(じゅたいこくちのせいぼ、仏: La Vierge de l'Annonciation、英: The Virgin of the Annunciation）は、17世紀イタリア・バロック期の画家カルロ・ドルチが1653-1655年ごろにキャンバス上に油彩で制作した絵画である。1926年にサロモン・ド・ロチルド男爵夫人によりパリのルーヴル美術館に遺贈され、以降、同美術館に所蔵されている。この絵画は、同じくロチルド男爵夫人によりルーヴル美術館に遺贈された『受胎告知の天使』と対をなしている。

## 作品
『新約聖書』中の「ルカによる福音書」(1章26-38) によれば、ナザレの聖母マリアの前に大天使ガブリエルが現れて、「おめでとう。恵まれた方。あなたは神の恵みにより、男の子を産みます。その子をイエスと名付けなさい」と告げる。マリアは大工のヨセフと結婚していたが、性的関係を持っていなかった。そのため、このお告げに戸惑ったが、聖霊の力で子が宿ったことを知ると、「お言葉どおり、この身になりますように」と答え、その事実を受け入れた。この主題が絵画に表される時は通常、純潔を示すユリの花、聖霊の化身であるハト、聖母マリアの書見台などが描かれる。

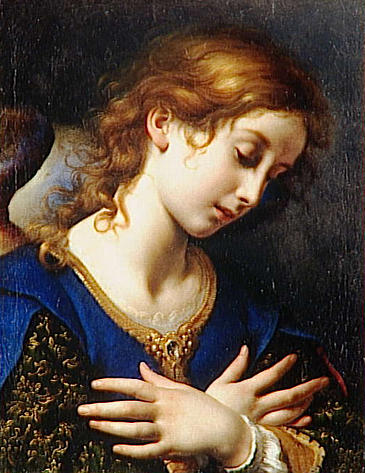
カルロ・ドルチ『受胎告知の天使』 (1653-1655年ごろ)、ルーヴル美術館、パリ

17世紀にカトリックと対立していたプロテスタントは、ほとんど聖母信仰を認めていなかった。一方、カトリックはそれを重視していたため、ドルチの本作はまさにバロック時代の産物である。フィレンツェ出身のドルチが制作した本作とその対作品『受胎告知の天使』は、17世紀イタリアの活発で霊感に満ちた信心の傾向を示す模範的作例となっている。
この絵画でキリストの母マリアは華奢な少女として表されている。彼女は幻覚に捉えられ、熱心に天使の祝詞と神の知らせに聞き入っている。ただ祈りのために合わせる行為しかしてこなかったように見える聖母の両手は、巧みな理想化の結果である。そのような理想化は、ぼかされた関節のあるほっそりとした指、かろうじて半月の見える丸い爪、握りしめられた手、若さと気持ちの高ぶりを示す肌に現れている。
この種の信心深い絵画は対抗宗教改革時代のトリエント公会議 (1545-1563年) の指示に沿うものだったとはいえ、けっして一般の顧客のためのものではなかった。個人礼拝堂や選ばれた貴族のために描かれたのである。ドルチはメディチ家に庇護されていた画家であった。ヨーロッパ各国の宮廷も本作のようなイメージに夢中になり、ステュアート家のイギリスでは熱心にドルチの作品が収集された。